# مربک

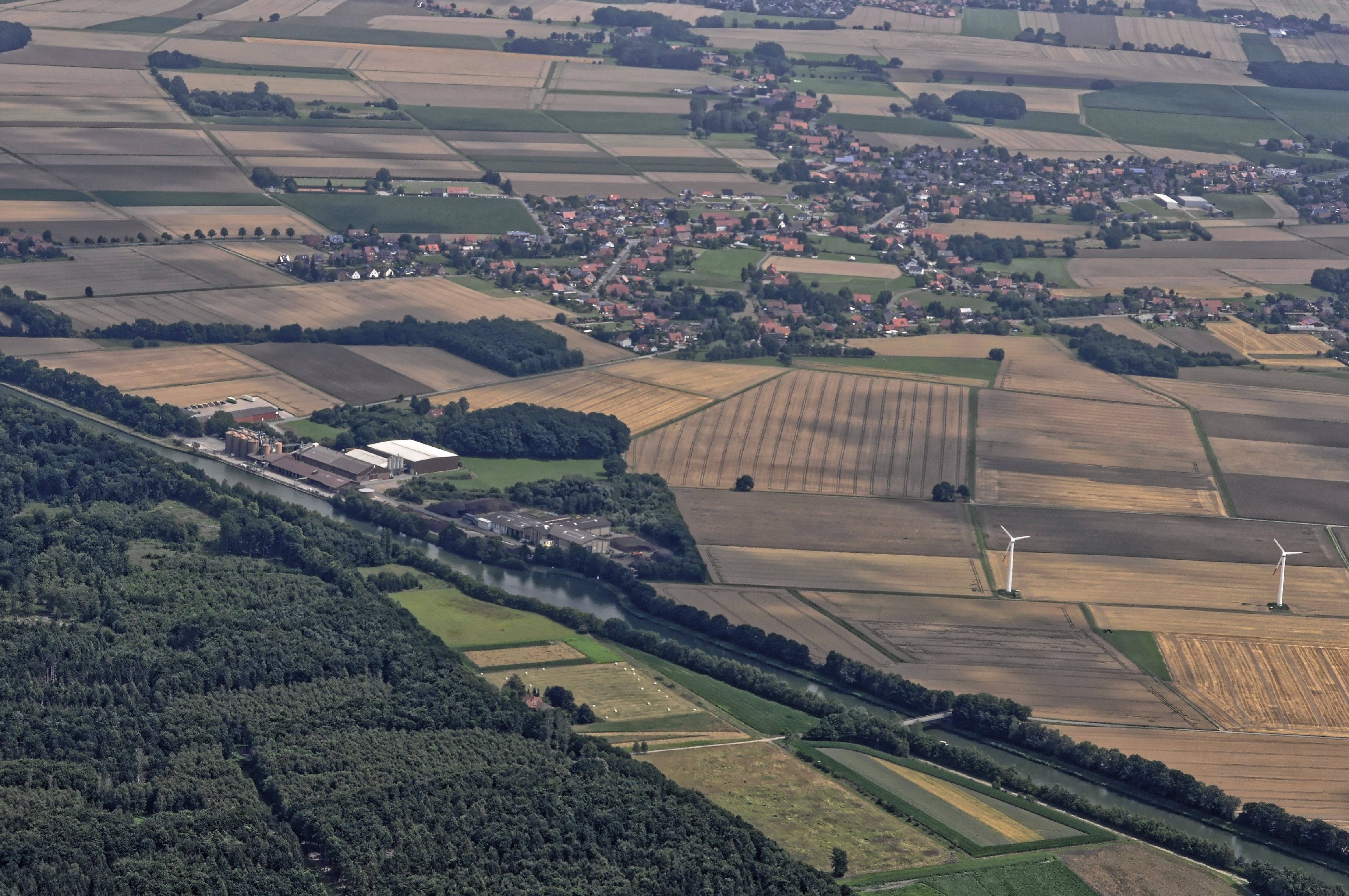
نمایی هوایی از شهر مربک

مربک (به آلمانی: Meerbeck) یک شهر در آلمان است که در شاومبورگ واقع شده‌است. مربک ۲٬۱۰۲ نفر جمعیت دارد.